# Felipe Pazos
Felipe Pazos Roque (La Habana, Cuba, 27 de septiembre de 1912-Puerto Ordaz, Venezuela, 26 de febrero de 2001) fue un economista cubano. Inicialmente apoyó la Revolución cubana de Fidel Castro, pero se desilusionó con la naturaleza cada vez más radical del gobierno de Fidel Castro.

## Biografía

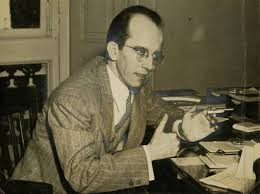
Felipe Pazos en el Banco Nacional de Cuba.

Nacido en La Habana, Pazos obtuvo un doctorado por la Universidad de La Habana en 1938. Fue miembro de la delegación cubana en la conferencia de Bretton Woods de 1944 . En 1946, se unió al personal del incipiente Fondo Monetario Internacional que se había establecido en la conferencia de Bretton Woods. Trabajó allí durante tres años antes de regresar a Cuba en 1950 para dirigir el recién creado Banco Nacional de Cuba durante 2 años a instancias del presidente Carlos Prío Socarrás. Después del golpe de Estado en Cuba de 1952 que llevó al poder a Fulgencio Batista, Pazos renunció.
Apoyó activamente la resistencia contra el gobierno de Fulgencio Batista, su régimen objeto de ataques cada vez mayores durante la década de 1950 por las fuerzas del Movimiento 26 de Julio. En ese momento, Fidel Castro estuvo librando una campaña guerrillera en la región montañosa de la Sierra Maestra de Cuba. Batista había declarado que Castro había sido asesinado; sin embargo, Pazos hizo arreglos para que el reportero del The New York Times, Herbert Matthews, viniera a reunirse con Castro en febrero de 1957. La entrevista resultante refutó las afirmaciones de Batista y brindó a Castro y sus revolucionarios atención internacional.
En julio de 1957, Fidel Castro convocó una reunión en la Sierra Maestra entre su grupo de rebeldes y representantes más moderados, incluido Pazos. La firma de Pazos en el Manifiesto de Sierra Maestra del 12 de julio tuvo como objetivo ayudar a asegurar al pueblo cubano que los revolucionarios no eran ideólogos radicales. Pazos y su familia se vieron obligados a huir de Cuba poco después de que el documento se hiciera público.
Felipe Pazos se trasladó a Estados Unidos junto con Raúl Chibás en octubre de 1957. Allí suscribió el Pacto de Miami, en el que se declaraba «la aspiración a la conformación de un Gobierno constitucional, legal y democrático, en el que el pueblo de Cuba pueda expresar sus aspiraciones». Para ese gobierno se propuso a Felipe Pazos como presidente provisional, sin embargo en el Pacto de Caracas Manuel Urrutia Lleó lo reemplazo como candidato para presidente provisional.
Después del triunfo de la Revolución cubana en 1959, Pazos regresó a Cuba y una vez más dirigió el Banco Nacional de Cuba. Sin embargo, pronto se encontró cada vez más desilusionado con el nuevo gobierno cubano. En abril de 1959, Fidel Castro y sus ayudantes, incluido Pazos, visitaron Estados Unidos . Muchos sospechaban que el propósito de la visita era pedir ayuda económica, pero Castro prohibió a Pazos realizar tales solicitudes. Pazos expresó en privado sus frustraciones a funcionarios del Departamento de Estado de los Estados Unidos y del Departamento del Tesoro de los Estados Unidos . La confianza de Pazos se debilitó aún más con la renuncia del presidente Manuel Urrutia Lleó y con el asunto de Huber Matos en el cual Fidel Castro ordenó el arresto y encarcelamiento de Huber Matos, un revolucionario que recientemente había dimitido de su cargo.
Después de que Castro denunciara airadamente a Estados Unidos por ser cómplice del "bombardeo" de La Habana con miles de panfletos anticastristas por parte del exjefe de la Fuerza Aérea Pedro Luis Díaz Lanz, Pazos decidió dimitir. Presentó su renuncia al presidente Osvaldo Dorticós Torrado el 23 de octubre de 1959. Pazos transfirió la presidencia del Banco Nacional de Cuba al Che Guevara el 26 de noviembre de 1959. Después fue nombrado embajador encargado de Asuntos Económicos en Europa Occidental, poco después rompió con el gobierno y se exilió.
Se relaciono con la conspiración del 30 de agosto de 1962. Pazos acabó trabajando en la Alianza para el Progreso y el Banco Interamericano de Desarrollo, escribiendo numerosos artículos económicos sobre América Latina, antes de retirarse en 1975 a Venezuela. Murió en Puerto Ordaz en 2001. Tuvo tres hijos y una hija. Su hijo Felipe protagonizó junto a Spencer Tracy la adaptación cinematográfica de 1958 de El viejo y el mar de Ernest Hemingway . 

## Publicaciones
- Economic Development of Latin America" (1961).
- Chronic Inflation in Latin America (1972).[2]